# Raphael Michael Fliss
Raphael Michael Fliss (* 25. Oktober 1930 in Milwaukee, Wisconsin; † 21. September 2015) war ein römisch-katholischer Geistlicher und Bischof von Superior.

## Leben
Raphael Michael Fliss empfing am 26. Mai 1956 die Priesterweihe für das Erzbistum Milwaukee.
Papst Johannes Paul II. ernannte ihn am 5. November 1979 zum Koadjutorbischof des Bistums Superior. Der Bischof von Superior, George Albert Hammes, spendete ihm am 20. Dezember desselben Jahres die Bischofsweihe; Mitkonsekratoren waren Rembert George Weakland OSB, Erzbischof von Milwaukee, und William Edward Cousins, Alterzbischof von Milwaukee.
Mit dem Rücktritt George Albert Hammes’ am 27. Juni 1985 folgte er ihm als Bischof von Superior nach. Am 28. Juni 2007 nahm Papst Benedikt XVI. seinen altersbedingten Rücktritt an.